# ال-آرژینین اتیل استر
ال-آرژینین اتیل استر (انگلیسی: L-Arginine ethyl ester) یا اتیل آرژینات یک فرم مکمل جایگزین از اسیدآمینه ضروری آرژینین است که به یک اتیل استر متصل شده است  استرها ترکیبات آلی هستند که از استری‌سازی تشکیل می‌شوند.

## خواص فیزیکی و شیمیایی
ال-آرژینین اتیل استر یک پودر سفید رنگ است که به سرعت در آب گرم حل می‌شود. طعم بد و تلخی دارد، بنابراین پیش از نوشیدن، توصیه می‌شود پودر را با یک نوشیدنی با طعم قوی یا آب مرکبات مخلوط کنید.
آرژینین اتیل استر در دسته آمینو اسیدهای محافظت شده قرار می‌گیرد. اینها مولکولهای آمینواسیدهای اصلاح شده هستند که فارماکوکینتیک و فارماکودینامیک متفاوتی را در مقایسه با شکل پایه نشان می‌دهند. در واقع اتیل استر موجود در اتیل استر آرژنین به سمت هیدروژن مولکول متصل می‌شود و از آن در برابر هیدرولیزاسیون توسط آنزیم آرژیناز محافظت می‌کند که در واقع از این طرف به آرژنین متصل می شود تا زمانی که استر توسط آنزیم‌های استراز شکافته شود.  استر همچنین به این شکل از آرژنین چربی دوستی می‌دهد، آرژنین پایه آبدوست است و به آن اجازه می‌دهد به طور غیرفعال در غشای سلول ها نفوذ کند، یعنی برای عبور از غشاهای لیپیدی نیازی به انتقال دهنده خاص ندارد، بنابراین بیشینه توزیع بافتی را ممکن می‌کند. بسیاری از ترکیبات دارویی به یک اتیل استر با همان هدف افزایش توزیع بافت متصل می‌شوند. اتیل استر آرژینین به عنوان یک پیش‌دارو عمل می‌کند، جدا شدن استر توسط استرازها باعث ایجاد آرژینین و اتانول می‌شود.

## کاربرد
ال-آرژینین اتیل استر یک معرف بیوشیمیایی است که می‌تواند به عنوان یک واسطه دارویی استفاده شود.